# Hubert Martigny
Hubert Martigny, né en 1939, est un entrepreneur français et une personnalité du monde des affaires, cofondateur d'Altran Technologies.

## Biographie

### Études
Diplômé de l'École nationale supérieure d'arts et métiers (An. 159), Hubert Martigny a également un doctorat en mathématiques.

### Carrière
Il commence sa carrière dans le conseil en management au sein de la firme néerlandaise KPMG. Associé à Alexis Kniazeff, il crée ensuite un cabinet de chasseurs de têtes, avant de fonder en 1982, toujours avec Alexis Kniazeff, la société Altran Technologies, spécialisée dans le conseil en innovation dans le secteur des hautes technologies.
Véritable success story, cette entreprise est aujourd’hui cotée en Bourse et compte 16 000 ingénieurs présents sur les cinq continents. À la suite d'une affaire de fausses factures et de malversations dans la société, Hubert Martigny et son associé Alexis Kniazeff sont mis en examen en 2004. Le 10 mars 2022, la Cour d'appel de Paris les a définitivement relaxés. Ils sont cependant condamnés à verser 1 million d'euros d’amende par la commission des sanctions de l'AMF en 2004.

#### Mandat échu
Vice-président d'Altran Technologies.

### Optimisation fiscale
En mai 2017, Hubert Martigny est cité dans les Malta Files : le journal en ligne Mediapart et le réseau European Investigative Collaborations révèlent qu'il fait partie des grands patrons français possédant des yachts immatriculés dans le paradis fiscal de l'île de Malte, pour bénéficier d'un procédé d'optimisation fiscale nommé leasing maltais qui permet aux acquéreurs d'un yacht neuf de payer un taux réduit de TVA (5,4 %) par rapport à celui en vigueur en France (10 % avec leasing, 20 % sans),,. En tout état de cause, il n'a jamais été judiciairement été mis en cause à ce titre.

## La salle Pleyel et les pianos Pleyel
En 1998, Hubert Martigny devient le seul propriétaire privé au monde d’une salle de concerts symphoniques, la salle Pleyel. Il s’aperçoit alors que la marque « Pleyel » appartient à des investisseurs italiens également propriétaires de la dernière manufacture de pianos en France, Pleyel et Cie, à Alès dans le Gard. Lui vient l’idée de « remarier » la salle Pleyel et les pianos Pleyel, en rachetant ces derniers en l’an 2000, acquérant aussi de ce fait les marques « Érard », « Gaveau » et Rameau qui en font partie. Victime d'une concurrence commerciale très forte des marchés asiatiques et notamment chinois, la manufacture Pleyel ferme en 2007 son usine d’Alès, ouverte en 1973, pour se réinstaller à Saint-Denis,.
Le 12 novembre 2012, la direction confirme toutefois officiellement que l'entreprise connaît des difficultés et qu'elle est sur le point de faire l'objet d'une cession, sans toutefois préciser le nom du futur propriétaire de la marque. Il semble alors que le repreneur soit un des grands groupes de luxe, de sorte que l'activité serait maintenue sur le sol français. Mais la manufacture Pleyel ferme finalement en 2013. 
Depuis 2017, la marque est la propriété de la société Algam, distributeur officiel de 150 marques d'instruments de musique et de matériel audio. Le rachat de Pleyel est intervenu à l'initiative de Gérard Garnier, président d'Algam qui a depuis fait renaître les pianos Pleyel et leur fabrication,,.